# Kanti
Kanti so železnodobno keltsko ljudstvo, ki je živelo v Britaniji pred rimsko osvojitvijo in je dalo svoje ime civitas rimski Britaniji. Živeli so na območju današnjega Kenta v jugovzhodni Angliji. Njihovo glavno mesto je bilo Durovernum Cantiacorum, zdaj Canterbury.
Mejili so na Regnense na zahodu in Katuvelavne na severu.
Julij Cezar je prišel v Kantium v Britanijo leta 55 in 54 pred našim štetjem s prvim rimskim vojaškim oddelkom. V svojem delu Zapiski iz galskih vojn piše:
"Ex his omnibus longe sunt humanissimi qui Cantium incolunt, quae regio est maritima omnis, neque multum a Gallica differunt consuetudine"
"Od vseh teh (britskih plemen) so daleč najbolj civilizirani ti, ki prebivajo v Kentu, ki je v celoti pomorska regija, in se po svojih običajih le malo razlikujejo od Galcev."

## Ureditev

### Predrimska železna doba
Cezar omenja štiri kralje: Segovaksa, Karvilija, Kingetoriksa in Taksimagula, ki so vladali v Kantiumu ob njegovem drugem prihodu leta 54 pred našim štetjem. Britski voditelj Kasivelaun, oblegan v svoji trdnjavi severno od reke Temze, je poslal sporočilo tem štirim kraljem, naj napadejo rimski pomorski tabor, da bi odvrnili pozornost. Napad jim ni uspel, poglavar Lugotoriks je bil ujet in Kasivelaun je bil prisiljen v pogajanja.
V stoletju med Cezarjevimi odpravami in osvojitvijo pod Klavdijem so kralji v Britaniji začeli izdajati kovance, označene z njihovimi imeni. Znani so ti kralji Kantov:
- Dubnovelaun; lahko bi bil zaveznik ali podkralj Taskinovan Katuvelavnov ali sin Adedomarja, ki je bil kralj Trinovantov;
- Vosenij, vladal do okoli leta 15 n. št.;
- Epil, prvotno kralj Atrebatov. Kovanci kažejo, da je postal kralj Kantov okoli leta 15 n. št., ob istem času, kot je njegov brat Verik postal kralj Atrebatov;
- Kunobelin, kralj Katuvelavnov, ki je razširil svoj vpliv na ozemlje Kantov;
- Adminij, Kunobelinov sin. Zdi se, da je vladal v očetovem imenu od okoli leta 30 n. št. Svetonij piše, da ga je Kunobelin izgnal okoli leta 40, ko je vodil vdor Kaligule v  Britanijo.
- Anarevit, znan le s kovanca, odkritega leta 2010, verjetno potomec Epilija in je vladal okoli leta 10 pr. n. št.–20 n. št. [1]

### Rimsko obdobje
Rimljani so zavojevali Kante leta 46. Sodelovali so v keltskih nemirih v Britaniji pod vodstvom Boudice (kraljice Icenov in drugih britskih plemen). Po uporu so bili postopoma romanizirani, njihov jezik je vse bolj izginjal. Ko so Rimljani zapustili Britanijo leta 410, so bili Kanti presenečeni. Po več sporih se niso bili sposobni dogovoriti. Germanski Frizi so jih poskušali večkrat neuspešno napasti. Leta 699 jim je s pomočjo Sasov uspelo osvojiti Kante. V 200 letih so bili germanizirani.